# 천공의 눈
《천공의 눈》(광둥어: 跟蹤, 영어: Eye in the Sky)은 2007년 개봉한 홍콩의 범죄 스릴러 영화로, 두기봉이 제작하고 유내해 감독이 연출했다. 그리고 임달화, 양가휘, 서자산이 출연한다. 2007년 6월 개봉하였다.
한국 영화 《감시자들》로 리메이크되었다.

## 줄거리
베테랑 형사 웡과 신참 경찰 피기는 홍콩 경찰 범죄정보국 소속으로, 조직적인 보석 강도단을 추적하는 임무를 맡게 된다. 첫 임무에서 피기는 웡과 함께 강도 사건의 감시 영상을 분석하고, 용의자 중 한 명인 뚱보를 발견하여 미행을 시작한다. 뚱보의 동선, 감시 카메라 영상, 데이터 분석 등을 통해 그를 추적하던 중, 다음 범행 장소를 알아내고 경찰은 매복 작전을 펼친다. 하지만, 일명 ‘속이 빈 남자’라 불리는 강도단의 리더 찬이 경찰의 움직임을 눈치채고, 강도단은 도주 과정에서 일부가 사살되지만 대부분은 탈출에 성공한다. 도주 중 찬은 경찰을 살해하고, 피기는 추격 대신 부상자를 치료하는 데 집중한다.
이후, 감시팀은 납치 사건을 맡게 되고, 피기는 납치범이 전화를 걸 것으로 예상되는 공중전화를 감시하던 중 찬을 발견한다. 그녀는 찬이 뚱보의 아파트에서 온 것을 알아차리고, 납치된 피해자를 구출하는 동시에 찬을 추격한다. 카페에서 찬과 마주친 피기는 가까스로 위기를 모면하지만, 찬은 웡을 알아보고 가위로 목을 찌른다. 치명상을 입은 웡은 피기에게 계속해서 찬을 추적하라고 지시한다.
피기는 찬의 은신처를 발견하고 경찰 특공대에 연락한다. 한편 웡은 부상을 치료받고 살아남는다. 은신처 급습 과정에서 찬은 부두로 도망치다 옷에 걸린 갈고리에 목을 찔려 치명상을 입고, 나머지 강도들은 모두 체포된다.

## 출연진
- 임달화 - 황원진 반장 역
- 양가휘 - 진중산 역
- 서자산 - 하가보 역
- 임설 - 오동 역
- 소미기 - 실장 역
- 장조휘 - 진주림 역